# ギャラリー (荻野目洋子の曲)
「ギャラリー」は、荻野目洋子の20枚目のシングル。1990年6月27日にビクターエンタテインメントよりリリースされた。

## 概要
表題曲、カップリング曲共に井上陽水が楽曲を提供している (カップリング曲は平井夏美との共作)。
「ギャラリー」は後に発売されたアルバム『KNOCK ON MY DOOR』には"FANTASY Mix"として収録された。そのバージョンでは一部歌詞が差し替えられている。同曲で第41回NHK紅白歌合戦に出場し歌唱を披露しており、第16回あなたが選ぶ全日本歌謡音楽祭では最優秀タレント賞を受賞した。また、フジテレビ系『夜のヒットスタジオ』に出演した際、当時荻野目が出演していたNHK連続テレビ小説『凛凛と』で共演した喜多嶋舞がサプライズでゲストとして登場したことがあった。
カップリングには「少年時代」(井上陽水が後に発表) が収録される予定であったが、井上が「やっぱり自分で歌いたい」ということになり即興で作られたのが「ON BED」である。井上本人による「ギャラリー」のセルフカバーは「少年時代」と共にアルバム『ハンサムボーイ』に収録された。

## 収録曲
1. ギャラリー
  - 作詞・作曲：井上陽水／編曲：小野沢篤
2. ON BED
  - 作詞：井上陽水／作曲：井上陽水・平井夏美／編曲：小野沢篤
3. ギャラリー （オリジナルカラオケ）
4. ON BED （オリジナルカラオケ）